# Gridley (Kansas)
Gridley es una ciudad ubicada en el de condado de Coffey en el estado estadounidense de Kansas. En el año 2010 tenía una población de 341 habitantes y una densidad poblacional de 310 personas por km².

## Geografía
Gridley se encuentra ubicada en las coordenadas 38°5′58″N 95°53′4″O / 38.09944, -95.88444 (38.099452, -95.884507).

## Demografía
Según la Oficina del Censo en 2000 los ingresos medios por hogar en la localidad eran de $26,346 y los ingresos medios por familia eran $40,313. Los hombres tenían unos ingresos medios de $25,694 frente a los $19,375 para las mujeres. La renta per cápita para la localidad era de $18,805. Alrededor del 10.7% de la población estaban por debajo del umbral de pobreza.